# Dōtanuki
Una dōtanuki (同田貫 o 胴田貫 dōtanuki ?, "espada que corta a través de los torsos") es una espada japonesa de combate.
La dōtanuki es una variante perfeccionada de las tradicionales katanas, de hoja más gruesa y potente y empuñadura larga. Mide en torno a los noventa centímetros aunque algunos modelos llegan al metro. Su hoja es capaz de infligir el mismo daño que la de una espada larga medieval.[cita requerida]
Dōtanuki fue el nombre de una escuela de herrería en la Provincia de Higo durante del periodo Shinto. Hubo pocos herreros que empleasen el nombre dōtanuki, y sus espadas gozan de gran reputación por su gran resistencia, su hoja ancha y su buen corte. Sin embargo, durante el periodo Edo los probadores de espadas parecían tener una opinión diferente, ya que las espadas dōtanuki no se encuentran en los registros "Wazamono" de esa era. Las características artísticas de las dotanuki son más bien mediocres, probablemente debido a la falta de construcción laminada que la mayoría de las espadas japonesas tienen. Además la mayoría de libros Nihonto no mencionan esta escuela o lo hacen de pasada.

## En ficción
La dōtanuki aparecen en varios medios de entretenimiento:
- Ogami Itto, en el manga El lobo solitario y su cachorro, tiene una dōtanuki como arma principal.
- La katana conocida como Gassan en Soulcalibur es una dōtanuki.